# Trình dược viên
Trình dược viên (trước đây còn gọi là người chào hàng) là nhân viên bán hàng được các công ty dược phẩm thuê để thuyết phục các bác sĩ kê đơn thuốc cho bệnh nhân dùng dược phẩm của công ty họ. Các công ty dược phẩm ở Hoa Kỳ chi ~ 5 tỷ đô la hàng năm để gửi đại diện bán hàng đến gặp các bác sĩ để cung cấp thông tin sản phẩm, trả lời các câu hỏi về việc sử dụng sản phẩm và cung cấp các sản phẩm mẫu.
Các công ty duy trì điều này cung cấp một dịch vụ giáo dục bằng cách cập nhật cho các bác sĩ về những thay đổi mới nhất trong khoa học y tế. Các nhà phê bình chỉ ra việc sử dụng có hệ thống các món quà và thông tin cá nhân để kết bạn với các bác sĩ để ảnh hưởng đến đơn thuốc của họ. Tại Vương quốc Anh, các đại diện bán hàng được quản lý bởi một bộ quy tắc ứng xử nghiêm ngặt từ Hiệp hội các ngành công nghiệp dược phẩm Anh (ABPI). Tặng quà là hành vi không được phép. Các công ty sẽ bị phạt và phải chịu trách nhiệm nếu họ sử dụng các chiến thuật được mô tả trong mô tả này.

## Phương pháp
Các bác sĩ có thể nhận được những món quà nhỏ, chẳng hạn như bữa tối miễn phí, vé sự kiện hoặc vé du lịch, đồng hồ, mẫu thuốc miễn phí và thắng lợi nhờ vào mánh khóe. Chỉ dẫn gây tranh cãi bao gồm cung cấp việc làm cho công ty dược phẩm, phí tư vấn / nói chuyện, và tất cả các chi phí đi lại đến khu nghỉ mát và các địa điểm kỳ lạ nơi tham dự bị hạn chế hoặc không bắt buộc.
Đại diện Dược phẩm (Pharmaceutical Representative) là một tạp chí thương mại có các chiến thuật bán hàng phổ biến như làm thế nào để chốt một cuộc bán hàng khó khăn bằng cách tâng bốc một bác sĩ cứng đầu. Cùng với sự nịnh hót, sự hấp dẫn của đại diện bán hàng đã được ghi nhận, với xu hướng những người cổ vũ trước đây tham gia vào lĩnh vực này. Các nhà nghiên cứu lưu ý; "Sự quyến rũ dường như là một chiến lược công nghiệp có chủ ý", và trong một cuộc khảo sát không chính thức bởi một bác sĩ đã phát hiện ra rằng 12 trong số 13 đại diện bán hàng phụ nữ nói rằng họ đã bị các bác sĩ quấy rối tình dục.

### Thuốc "của tôi"
Đại diện bán hàng đẩy các loại thuốc "dựa trên" hoặc "của tôi" với các mẫu miễn phí đắt hơn các loại thuốc gốc hiện có, như Nexium có giá cao gấp ba lần so với Prilosec tiền nhiệm, không có bằng chứng về hiệu quả được cải thiện. Với thuốc phong bế beta và statin, thuốc "của tôi" đã cải thiện kết quả và tăng sự cạnh tranh trong khi giảm giá. Vì thuốc "của tôi" cũng tương tự nhưng mới, tác dụng phụ của chúng có thể chưa được biết và không được hiểu rõ. Các đại diện tiếp thị dược phẩm khẳng định một loại thuốc "của tôi" có thể hoạt động tốt hơn các loại thuốc khác, nhưng họ "không thử nghiệm các loại thuốc "của tôi" ở những người không làm tốt với một loại thuốc trước đó cùng loại."

## Pháp luật
Năm 1990, Cơ quan Quản lý Thực phẩm và Dược phẩm Hoa Kỳ (FDA) đã thông qua luật cấm "quà tặng có giá trị đáng kể" của các công ty dược phẩm cho các bác sĩ, tuy nhiên điều này đã thay đổi quà tặng từ đồ vật sang bữa ăn và du lịch.
Năm 2006, New Hampshire cấm bán dữ liệu theo toa cho các thực thể thương mại.
Gặp phải các đại diện thiếu hiểu biết tại phòng khám của mình, Tiến sĩ Dan Foster, một bác sĩ phẫu thuật và nhà lập pháp ở Tây Virginia, đã đưa ra một dự luật để yêu cầu các đại diện phải có bằng cấp khoa học. Trong khi nó không được được thông qua, nó đã dẫn đến việc tiết lộ các yêu cầu tuyển dụng tối thiểu.

## Lựa chọn thay thế
Ở Úc, chính phủ tài trợ cho những người chào hàng chuyên nghiệp học thuật là những sinh viên y khoa vô tư cung cấp thông tin thuốc cho các chuyên gia y tế.

## Văn hóa
Các vận động viên cổ vũ đã được ghi nhận là một mục tiêu tuyển dụng của các công ty để thuê làm đại diện bán hàng dược phẩm.